# Onthophagus takeshii
Onthophagus takeshii là một loài bọ cánh cứng trong họ Bọ hung (Scarabaeidae).